# Erich von Seckendorff
Erich von Seckendorff (Goritz, 21 juin 1897 – Lagarde, 23 septembre 1944), est un officier général allemand de la Seconde Guerre mondiale. Il fut l'un des premiers à recevoir la croix de chevalier de la Croix de fer en 1940, et fut tué au combat pendant la campagne de Lorraine.

## Biographie
Erich Erwin Heinrich August von Seckendorff naît le 21 juin 1897 à Gorizia en Autriche-Hongrie, sous l'Empire austro-hongrois.

### Première Guerre mondiale
Le baron Erich von Seckendorff s'engage au début de la Première Guerre mondiale, le 2 août 1914, comme Fahnenjunker dans l'armée royale prussienne. Fils du baron Egon von Seckendorff, Erich est versé dans le 5e régiment de dragons, où il est bientôt promu Fähnrich. Le 5 juillet 1915, Erich von Seckendorff est promu au grade de sous-lieutenant, sans brevet, et fait fonction d'officier d'escadron. Il reçoit la Croix de fer 2e classe, puis la Croix de fer 1re classe.
Après la guerre, il est versé dans la Reichsheer comme lieutenant dans le 1er régiment de cavalerie. Après les réductions d'effectif de 1920, il est maintenu en activité comme officier d'escadron dans le 1er régiment de cavalerie, puis dans le 16e régiment. En juillet 1925, il est promu lieutenant. En 1929, il prend le commandement de l'École de cavalerie de Hanovre. Le 1er novembre 1930, il est nommé chef d'escadron dans le 16e régiment de cavalerie, où il est promu capitaine en 1931. Avec la création de la Wehrmacht fin 1934, il est nommé officier d'État-major à  Erfurt. Il commande le 1er Kradschützen-Bataillon, où il est promu Major en 1936. Le 12 octobre 1937, Erich von Seckendorff est promu commandant de la 4e compagnie du 4e Kavallerie-Schützen-Regiment à Iserlohn. Promu lieutenant-colonel en mars 1939, il prend le commandement du 6e Kradschützen-Bataillon.

### Seconde Guerre mondiale
Au début de la Seconde Guerre mondiale, son unité, intégrée à la 1re Leichte Division, est envoyée en Pologne. En octobre 1939, elle intègre la 6e Panzerdivision avant d'être envoyée sur le front occidental. En août 1940, Erich von Seckendorff prend le commandement d'une nouvelle unité, le 114e Schützen-Regiment. Le 4 septembre 1940, la Croix de chevalier de la Croix de fer lui est décerné.
Envoyé avec son régiment en province de Prusse-Orientale, il prépare ses troupes pour la prochaine campagne. Au début de l'été 1941, Seckendorff, dont le régiment est intégré à la 6e Panzerdivision, participe à l'invasion de l'Union soviétique, dans le nord de la Russie. À l'automne 1941, son unité est engagée dans la section centrale du Front de l'Est. Le 1er février 1942, Erich von Seckendorff est promu colonel. En avril 1943, Seckendorff passe le commandement de son régiment à Hellmut Zollenkopf et prend le commandement des XIe Panzertruppe à Magdebourg. En janvier 1944, il prend aussi le commandement de la Xe Panzertruppe. À la fin de l'été 1944, Erich von Seckendorff fait manœuvrer la 113e Panzer-Brigade sur le terrain d'exercice de Wildflecken. Sa brigade est envoyée précipitamment dans la zone de Colmar-Belfort quelques jours plus tard. Le 21 septembre 1944, sa brigade, intégrée au LVIIIe Panzerkorps, est envoyée en Lorraine, au sud d'Arracourt. Alors que la Bataille d'Arracourt fait rage, Erich von Seckendorff tombe au combat le 23 septembre 1944 à Lagarde en Moselle. À titre posthume, Seckendorff est promu Generalmajor le 1er octobre 1944 avec effet rétroactif au 1er septembre.

## Grades
- Generalmajor (général de brigade), le 1er septembre 1944
- Oberst (colonel), le 1er février 1942
- Oberstleutnant (lieutenant-colonel), le 1er mars 1939

## Décorations
- Croix de chevalier de la Croix de fer, le 4 novembre 1940
- Eisernes Kreuz IIe et Ire classe, 1914-1918

## Sources
- Scherzer, Veit (2007). Ritterkreuzträger 1939–1945 Die Inhaber des Ritterkreuzes des Eisernen Kreuzes 1939 von Heer, Luftwaffe, Kriegsmarine, Waffen-SS, Volkssturm sowie mit Deutschland verbündeter Streitkräfte nach den Unterlagen des Bundesarchives (en allemand). Iéna, Allemagne : Scherzers Miltaer-Verlag.